# Jean-Gabriel Zufferey
Pour les articles homonymes, voir Zufferey.
Jean-Gabriel Zufferey, né le 12 octobre 1944 et mort le 28 janvier 1992, est un écrivain et journaliste suisse du canton de Vaud.

## Biographie
Valaisan d'origine, Jean-Gabriel Zufferey obtient une licence en sciences politiques à l'Université de Lausanne, puis s'oriente vers le journalisme et travaille comme présentateur du journal télévisé. En 1973, il part en Asie en tant que délégué du Comité international de la Croix-Rouge. Il voyage au Bangladesh, au Viêt Nam, au Laos, en Inde, au Népal et en Afghanistan. De 1974 à 1981, il retrouve le journalisme télévisé puis de 1981 à 1984, il collabore à L'Hebdo. Dès 1984, il pratique le rewriting pour le magazine L'Illustré, afin d'avoir du temps pour se consacrer à l'écriture. 
Il est l'auteur d'un pamphlet sur l'armée suisse Le syndrome du hérisson, du scénario du film "Lands end" réalisé par Marcel Schupbach, et surtout de plusieurs romans : Julius fait le mort (1982), Golo Waag (1983), Suzanne, quelquefois (1987), Les Corps (1991). Il a obtenu le Prix de la Bibliothèque pour Tous et le prix Durchon-Louvet de l’Académie française pour Suzanne, quelquefois.
Jean-Gabriel Zufferey meurt à Lausanne le 28 janvier 1992, quelques mois après la parution de son dernier roman.

## Ouvrages publiés
- 1982 : Julius fait le mort ; roman, Presses de la Renaissance
- 1983 : Golo Waag ; roman, Zoé
- 1986 : La Glace ; récit, L'Âge d'Homme
- 1986 : Le Livre de Zob ; roman, Presses de la Renaissance
- 1987 : Suzanne, quelquefois ; roman, Actes Sud
- 1989 : Le Syndrome du hérisson ; essai, Zoé
- 1991 : Les Corps ; roman, Gallimard

## Sources
- « Jean-Gabriel Zufferey », sur la base de données des personnalités vaudoises sur la plateforme « Patrinum » de la Bibliothèque cantonale et universitaire de Lausanne.
- Histoire de la littérature en Suisse romande, sous la dir. de R. Francillon, vol. 4, p. 459
- H-Ch. Sur les pas d'un lecteur heureux, guide littéraire de la Suisse, p. 680
- Alain Nicollier Henri-Charles Dahlem, Dictionnaire des écrivains suisses d'expression française, vol. 2, p. 938-939
- Sabine Leyat, Les auteurs du Valais romand 1975-2002, p. 151